# Aplosporella acaciae
Aplosporella acaciae är en svampart som först beskrevs av Franz Petrak, och fick sitt nu gällande namn av Franz Petrak 1926. Aplosporella acaciae ingår i släktet Aplosporella och familjen Botryosphaeriaceae.   Inga underarter finns listade i Catalogue of Life.